# Anthony Mounier
Anthony Mounier (n. 27 septembrie 1987, Aubenas, Franța) este un fotbalist aflat sub contract cu Bologna.